# Franz Götz
Franz Götz (28 de janeiro de 1913 - 4 de maio de 1980) foi um piloto alemão da Luftwaffe durante a Segunda Guerra Mundial. Voou 766 missões de combate, nas quais abateu 63 aeronaves inimigas, o que fez dele um ás da aviação. Götz combateu do início ao fim da guerra, tendo passado pela Batalha de França, Batalha de Inglaterra, teatro do mediterrâneo, invasão da União Soviética e defesa do reich.